# Quartier général impérial souterrain de Matsushiro

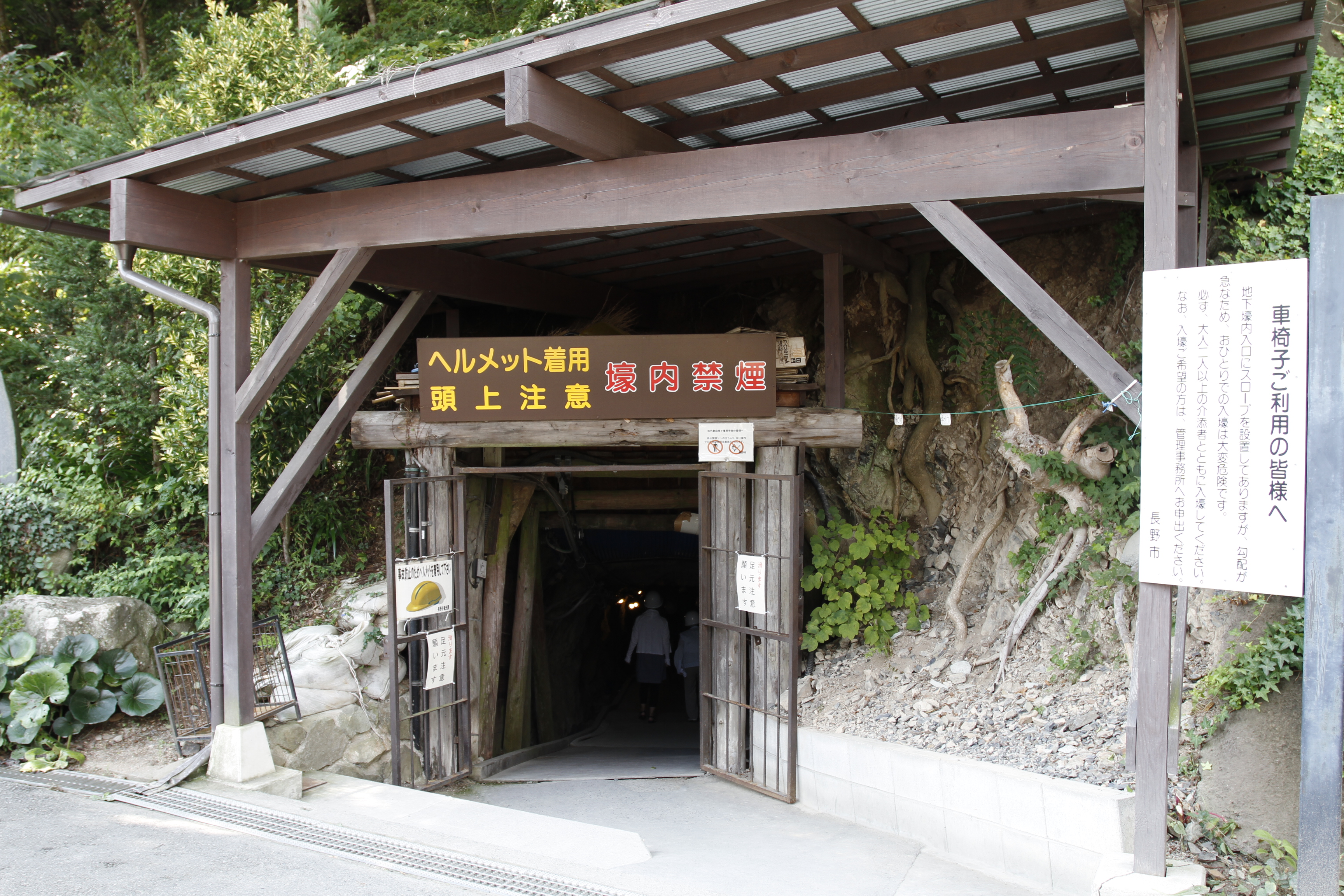
L'entrée du complexe.

Le quartier général impérial souterrain de Matsushiro (松代大本営跡, Matsushiro Daihon'ei Ato, lit. Quartier-général impérial de Matsushiro) est un complexe souterrain construit durant la Seconde Guerre mondiale sous la ville de Matsushiro près de Nagano. L'abri a été conçu pour être utilisé pour abriter l'empereur Hirohito, sa famille et le quartier général impérial et leur permettre de continuer à diriger les forces japonaises contre l'invasion prévue des forces alliées.
Plusieurs parties de la grotte sont aujourd'hui ouvertes au public et sont considérées comme une attraction touristique par la ville de Nagano.

## Construction

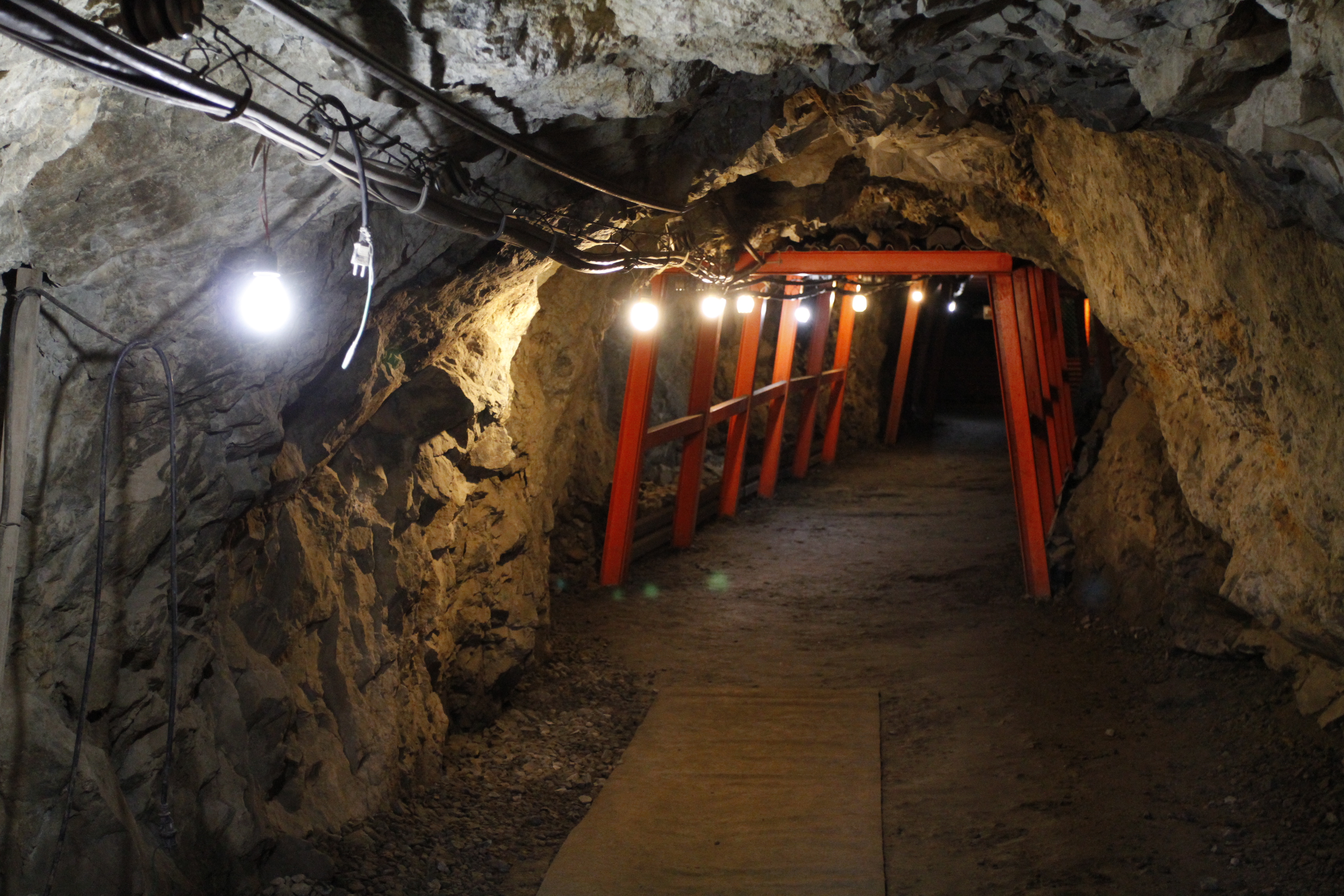
Vue d'un tunnel.

La construction commence le 11 novembre 1944 et continue jusqu'à la reddition du Japon le 15 août 1945. À la fin de la guerre, le complexe est terminé à 75 %, avec 5 856,6 m2 de surface disponible (soit 59 635 m3 creusés). Entre 7 000 et 10 000 travailleurs coréens prisonniers sont utilisés pour la construction et on estime que 1 500 d'entre eux en sont morts. 46 Coréens disparaissent (sûrement éliminés) le jour même du 15 août 1945. Le projet coûta 200 millions de Yen.

## Composition
Le complexe est constitué d'une série de tunnels similaires creusés sous plusieurs montagnes. L'abri pour le quartier général impérial et les fonctions du palais sont construits sous le mont Maizuru, les communications militaires sous le mont Saijo, les agences gouvernementales, NHK et les installations téléphoniques sous le mont Zōzan, les résidences de la famille impériale sont sous le mont Minakami, et un sanctuaire impérial est situé sous le mont Kobo.

## But
Le but original du complexe est de servir d'abri pour le quartier général impérial. Cependant, en mars 1945, des ordres secrets font placer une résidence impériale à l'intérieur. Yoshijirō Umezu informe l'empereur Hirohito de l'avancement des travaux en mai mais ne lui dit pas qu'il contient une résidence impériale. Le plan est d'amener l'empereur au complexe dans un train blindé. Quand celui-ci apprend l'existence de la résidence impériale en juillet, il refuse par deux fois d'aller s'abriter. Peut-être parce qu'aller là-bas l'aurait complètement isolé de l'extérieur et qu'ainsi les chefs militaires auraient pu diriger les opérations en son nom et continuer leurs manœuvres suicidaires.
Le complexe est spécifiquement conçu pour résister à des bombardements de B-29.

## Matsushiro aujourd'hui
Au moment de la défaite japonaise, la plupart des documents sur le complexe Matsushiro sont détruits. Nous n'en connaissons ainsi que très peu sur la construction au jour le jour de l'abri.
Le complexe est aujourd'hui géré par l'office de tourisme de la ville de Nagano. Presque toutes les grottes sont fermées au public, seuls les premiers 500 mètres sous le mont Zōzan sont ouverts au public.
La ville de Nagano consacre beaucoup d'efforts pour réussir à attirer les jeux olympiques d'hiver de 1998. Durant la période de candidature et même durant les jeux, des activistes pour la paix accusèrent la ville de Nagano et le comité organisateur de Nagano d'enterrer le passé. Yamane Masako note que « l'autre jour, les autorités ont bloqué les entrées des abris souterrains avec des clôtures, malgré les requêtes pour que l'ancien quartier général impérial soit ouvert au public. Elles avaient peur que cela nuit à leurs chances d'accueillir les jeux. Elles ont essayé de camoufler ce qui s'était passé pendant l'ère Showa. C'est inexcusable. »
Durant les jeux, le complexe est omis des cartes et des informations touristiques. Les activistes pacifistes demandent au comité d'organisation de mettre les grottes dans la liste des lieux intéressants à visiter à Nagano mais leur demande ne reçoit pas de réponse.